# Vệ binh Quý tộc

Một vệ binh Quý tộc trong bộ đồng phục

Vệ binh Quý tộc (tiếng Ý: Guardia Nobile) là một trong những đơn vị cận vệ phục vụ Giáo hoàng, và là một phần của quân đội ở Thành Vatican. Nó được thành lập bởi Giáo hoàng Pius VII vào năm 1801 với tư cách là một trung đoàn kỵ binh hạng nặng, và bị Giáo hoàng Paul VI bãi bỏ vào năm 1970 sau Công đồng Vaticanô II. Được coi là đội cận vệ riêng của Giáo hoàng, đơn vị này cung cấp một đoàn hộ tống cho Giáo hoàng khi ông di chuyển quanh Rome trên xe ngựa của mình và bố trí lính gác bên ngoài các nơi cư trú của ông trong các cung điện của Giáo hoàng. Các lính canh cũng sẵn sàng thực hiện các nhiệm vụ đặc biệt trong Lãnh thổ Giáo hoàng theo lệnh của Giáo hoàng. Một trong những nhiệm vụ quan trọng đầu tiên của họ là hộ tống Đức Piô VII tới Paris dự Lễ đăng quang của Napoléon và Joséphine vào năm 1804.

## Lịch sử
Năm 1801, một cuộc vận động đã bắt đầu ở Rome trong giới quý tộc để thành lập Đội vệ binh cho Giáo hoàng, và một địa chỉ đã được gửi đến Giáo hoàng Plus VII để cung cấp dịch vụ một cách miễn phí. Để đáp lại, Đội cận vệ Quý tộc được thành lập vào ngày 11 tháng 5 năm 1801.
Riêng với tư cách là vệ binh cung điện, Đội cận vệ Quý tộc không tham gia nghĩa vụ quân sự hoặc chiến đấu tích cực trong một số chiến dịch quân sự hướng đến Lãnh địa Giáo hoàng từ năm 1801 đến năm 1870. Với sự thống nhất của Bán đảo Ý và việc bãi bỏ Lãnh địa Giáo hoàng vào năm 1870, Đội cận vệ Quý tộc hạn chế hoạt động của mình trong các tòa nhà và khuôn viên của đồi Vatican. Mặc dù trên danh nghĩa vẫn là một đơn vị kỵ binh, đơn vị này có rất ít cơ hội triển khai trên lưng ngựa trong phạm vi giới hạn của Vatican, mặc dù hai người lính cưỡi ngựa sẽ đi cùng xe ngựa của Giáo hoàng khi Giáo hoàng được chở quanh các khu vườn ở Vatican. Năm 1904, dịch vụ cưỡi ngựa bị bãi bỏ hoàn toàn và những con ngựa cuối cùng đã được bán hết. Ban đầu được trang bị súng carbine, súng lục và kiếm, sau năm 1870, lính canh chỉ mang theo một thanh kiếm.

Một cận vệ Quý tộc trong đồng phục

Các thành viên đội vệ binh luôn là tình nguyện viên và không được trả lương cho sự phục vụ của họ, mặc dù họ nhận được trợ cấp cho đồng phục của mình. Những tân binh được tuyển chọn từ các gia đình quý tộc ở Rome, mặc dù trong thế kỷ XX, các yêu cầu trên thực tế đã được nới lỏng để cho phép giới quý tộc từ các vùng khác của Ý gia nhập đội vệ binh. Những người lính canh được cho là sẽ nắm giữ những danh hiệu có niên đại ít nhất 100 năm. Người chỉ huy quân đoàn được gọi là Đại úy. Quyền chỉ huy được truyền lại trong gia tộc Barberini và gia tộc Altieri, nhưng sau đó được truyền cho gia tộc Rospigliosi.
Sau năm 1870, Đội cận vệ Quý tộc giảm số lượng xuống dưới 70 người, chủ yếu thực hiện các nhiệm vụ nghi lễ với tư cách là đội cận vệ danh dự. Các vệ binh thường xuất hiện trước công chúng nhiều nhất khi Giáo hoàng chủ trì các nghi lễ tại Vương cung thánh đường Thánh Phêrô. Khi giáo hoàng được khiêng trong sedia gestatoria, các Vệ binh Quý tộc đi dọc theo ghế Giáo hoàng. Trong những giờ dành riêng cho buổi tiếp kiến Giáo hoàng, lính canh cũng đứng ở tiền sảnh của các căn phòng của Giáo hoàng và, trong những dịp trang trọng, họ cũng đứng ở hai bên ngai vàng của Giáo hoàng. Trong Chiến tranh thế giới thứ hai, Đội cận vệ Quý tộc đã chia sẻ trách nhiệm với Đội cận vệ Thụy Sĩ về vấn đề an ninh cá nhân của Giáo hoàng Pius XII. Lần đầu tiên kể từ năm 1870, súng lục được cấp cho nhân viên trực ban. Trong suốt cuộc chiến, các Vệ binh Quý tộc canh gác bên ngoài căn hộ của Giáo hoàng cả ngày lẫn đêm và lính canh đi theo Đức Pius XII khi ngài đi dạo hàng ngày trong Vườn Vatican.
Đội cận vệ Quý tộc đã bị Giáo hoàng Paul VI bãi bỏ vào năm 1970 như một phần của cuộc cải cách Giáo hội sau Công đồng Vatican II. Hình ảnh tinh hoa của một đoàn nghi lễ đặc quyền được coi là không còn thiện cảm với một thời đại đơn giản và hòa nhập hơn. Cuộc tiếp kiến chia tay theo kế hoạch của các vệ binh với Giáo hoàng đã không diễn ra và tài sản của đơn vị đã bị Văn phòng Quốc vụ Giáo hoàng trưng dụng trong thời gian ngắn. Các cựu thành viên của Đội cận vệ Quý tộc có một hiệp hội cựu chiến binh, "La Compagnia delle Lance Spezzate" (The Company of the Broken Lances).